# 西康公园
西康公园位于中華人民共和國上海市静安区西康路255号，是一個二星级公园。面积4289平方米，园内有香樟树，公園建于1951年5月，2017年启动改造，2018年2月1日改造完成并對外开放，改造后对大门重造，增加茶梅植物，重新布置地下排水系统。